# Province de La Unión
Pour les articles homonymes, voir La Unión.
La province de la Unión (en espagnol : Provincia de La Unión) est l'une des 8 provinces de la région d'Arequipa, dans le sud du Pérou. Sa capitale est la ville de Cotahuasi.

## Géographie
La province de La Unión couvre une superficie de 4 746,4 km2. Elle est limitée au nord par la région d'Apurímac et la région de Cuzco, à l'est et au sud par la province de Condesuyos, à l'ouest par la province de Caravelí et la région d'Ayacucho. Elle doit son nom La Unión au fait qu'elle « unit » les territoires qui l'entourent.
Le fameux Canyon de Cotahuasi, l'un des plus profonds du monde, se trouve dans la province.

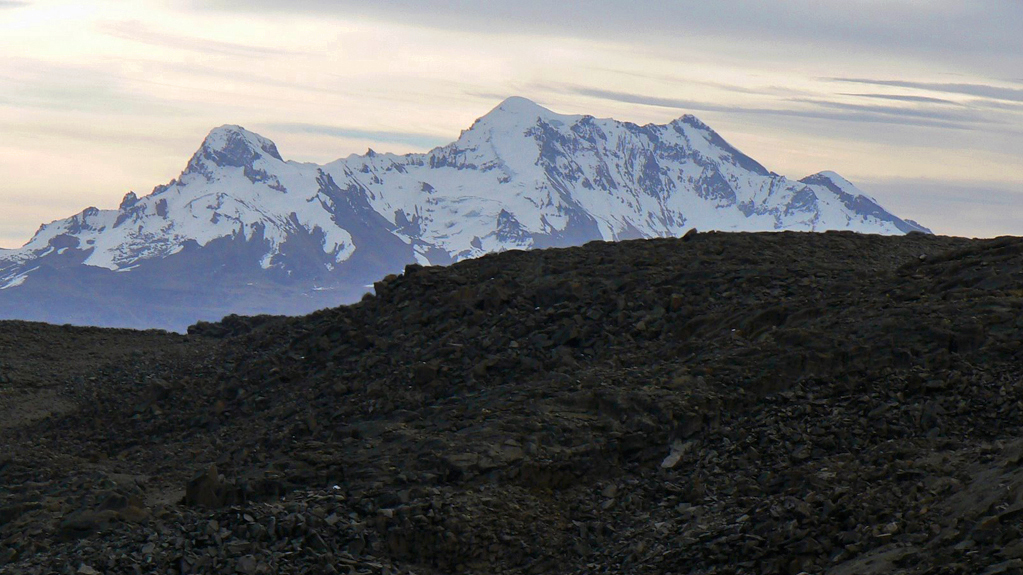
Volcan Solimana, province de La Union

## Population
La province comptait 18 748 habitants en 2002.

## Division administrative
La province est divisée en 11 districts :
- Alca
- Charcana
- Cotahuasi
- Huaynacotas
- Pampamarca
- Puyca
- Quechualla
- Sayla
- Tauría
- Tomepampa
- Toro